# Juan Pablo Orrego
Juan Pablo Orrego Silva (1949) es un músico, ecologista y activista chileno.

## Carrera musical
Fue bajista de la banda chilena Los Blops, a la cual se integró en 1968 por intermedio de su primo Felipe Orrego. Estuvo en el grupo hasta 1973, cuando se separaron. En 1974 participó de una breve reagrupación y luego formó parte una vez más del conjunto entre 1978 y 1981, año en que se radicó en Canadá.
En 2001, Orrego formó parte del reencuentro de Los Blops, que duró hasta 2003.

## Activista
Fue fundador y coordinador del Grupo de Acción por el Biobío, grupo que organizó una serie de protestas en defensa de las comunidades pehuenches en la región del Biobío, y contra los daños medioambientales que produciría la construcción de centrales hidroeléctricas en el río Biobío, incluyendo los proyectos Pangue y Ralco. Dicho trabajo le hizo receptor del Premio Goldman para el medio ambiente en 1997, y del Premio al Sustento Bien Ganado en 1998, considerado como el «Premio Nobel Alternativo».
Desde 2006 participa en la campaña Patagonia sin represas en contra del proyecto HidroAysén. Es presidente de la ONG Ecosistemas, y director de International Rivers desde julio de 2014.